# Эстьялеск
Эстьяле́ск (фр. Estialescq) — коммуна во Франции, находится в регионе Аквитания. Департамент — Атлантические Пиренеи. Входит в состав кантона Олорон-Сент-Мари-2. Округ коммуны — Олорон-Сент-Мари.
Код INSEE коммуны — 64219.

## География

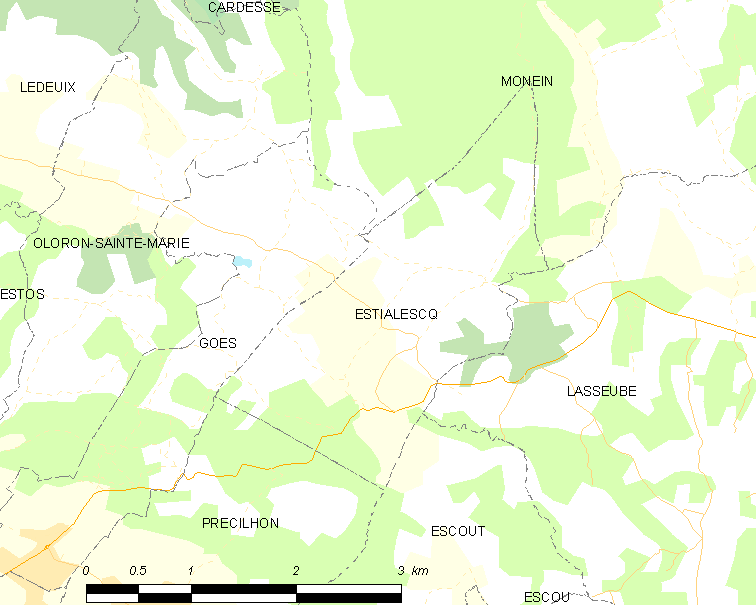
Карта коммуны

Коммуна расположена приблизительно в 670 км к югу от Парижа, в 180 км южнее Бордо, в 18 км к юго-западу от По.

### Климат
Климат тёплый океанический. Зима мягкая, средняя температура января — от +5°С до +13°С, температуры ниже −10 °C бывают редко. Снег выпадает около 15 дней в году с ноября по апрель. Максимальная температура летом порядка 20-30 °C, выше 35 °C бывает очень редко. Количество осадков высокое, порядка 1100 мм в год. Характерна безветренная погода, сильные ветры очень редки.

## Население
Население коммуны на 2010 год составляло 250 человек.
| 1962 | 1968 | 1975 | 1982 | 1990 | 1999 | 2010 |
| ---- | ---- | ---- | ---- | ---- | ---- | ---- |
| 209  | 206  | 175  | 203  | 224  | 255  | 250  |

## Администрация
| Период | Период | Фамилия           | Партия | Примечания |
| ------ | ------ | ----------------- | ------ | ---------- |
| 1995   | 2008   | Франсуа Террабюст |        |            |
| 2008   | 2020   | Сюзан Саж         |        |            |

## Экономика
В 2010 году среди 162 человек трудоспособного возраста (15-64 лет) 114 были экономически активными, 48 — неактивными (показатель активности — 70,4 %, в 1999 году было 69,6 %). Из 114 активных жителей работали 108 человек (59 мужчин и 49 женщин), безработных было 6 (1 мужчина и 5 женщин). Среди 48 неактивных 11 человек были учениками или студентами, 20 — пенсионерами, 17 были неактивными по другим причинам.

## Достопримечательности
- Церковь Св. Винсента (1852 год)

## Фотогалерея

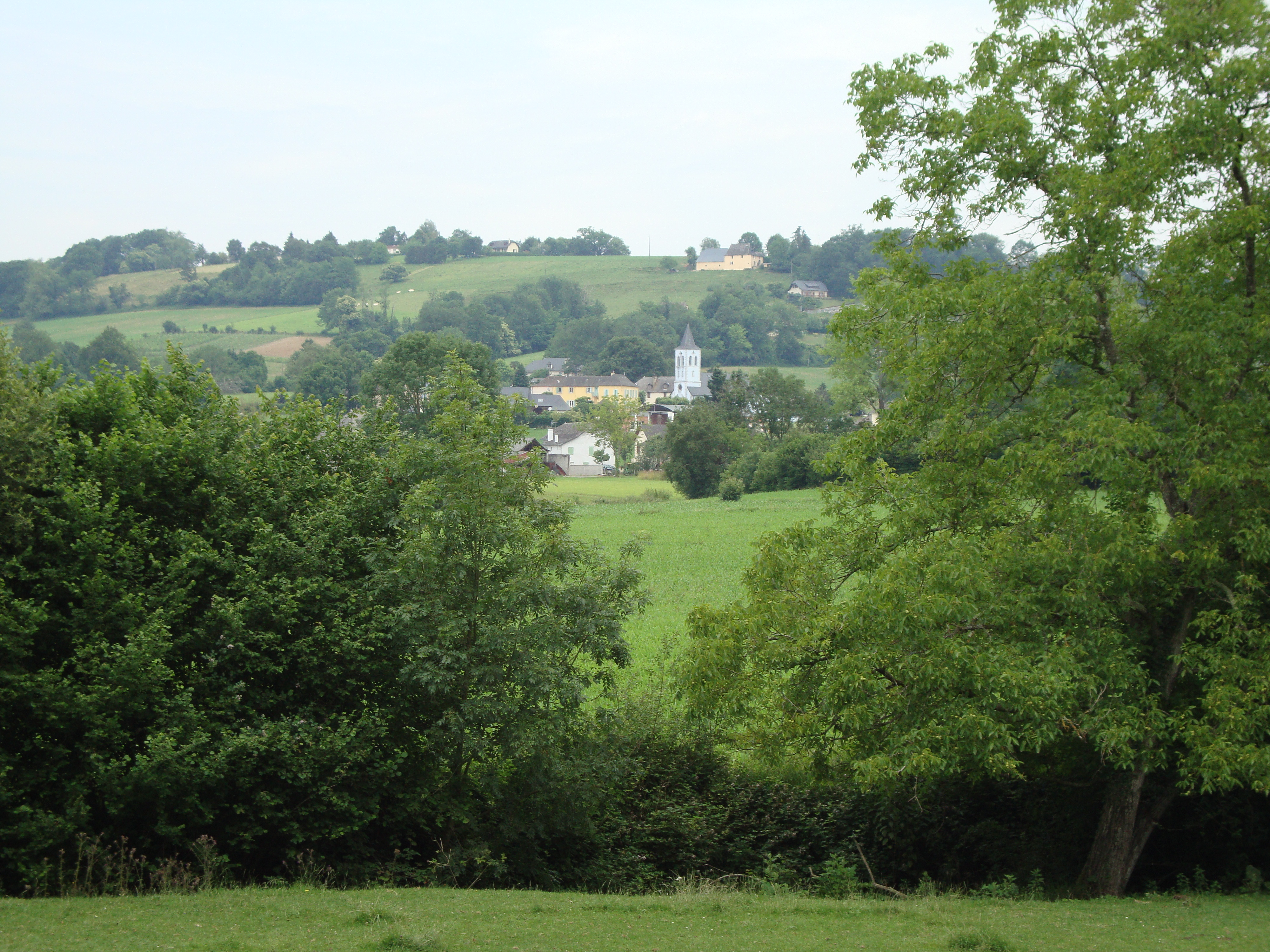
Эстьялеск
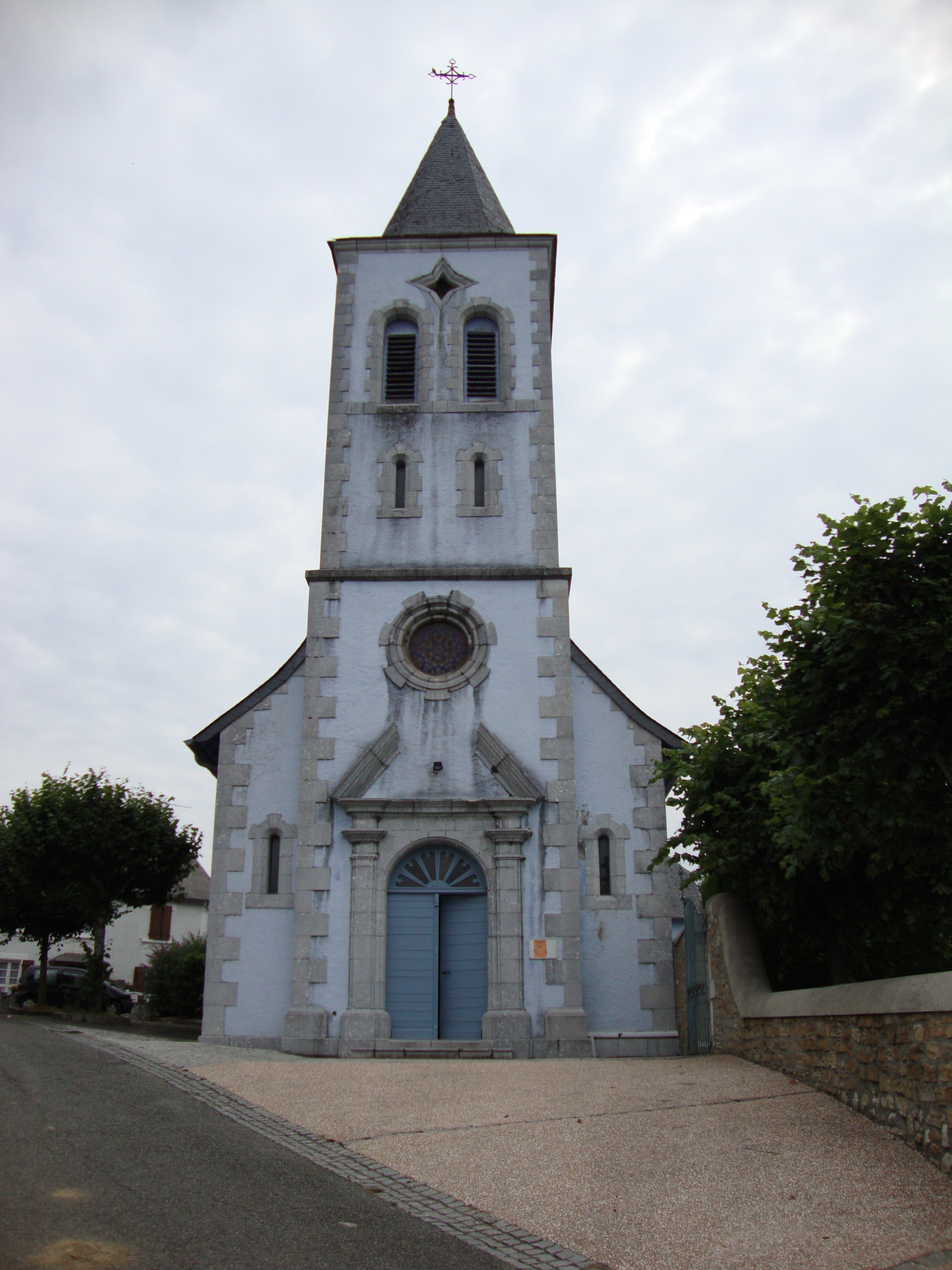
Церковь Св. Винсента
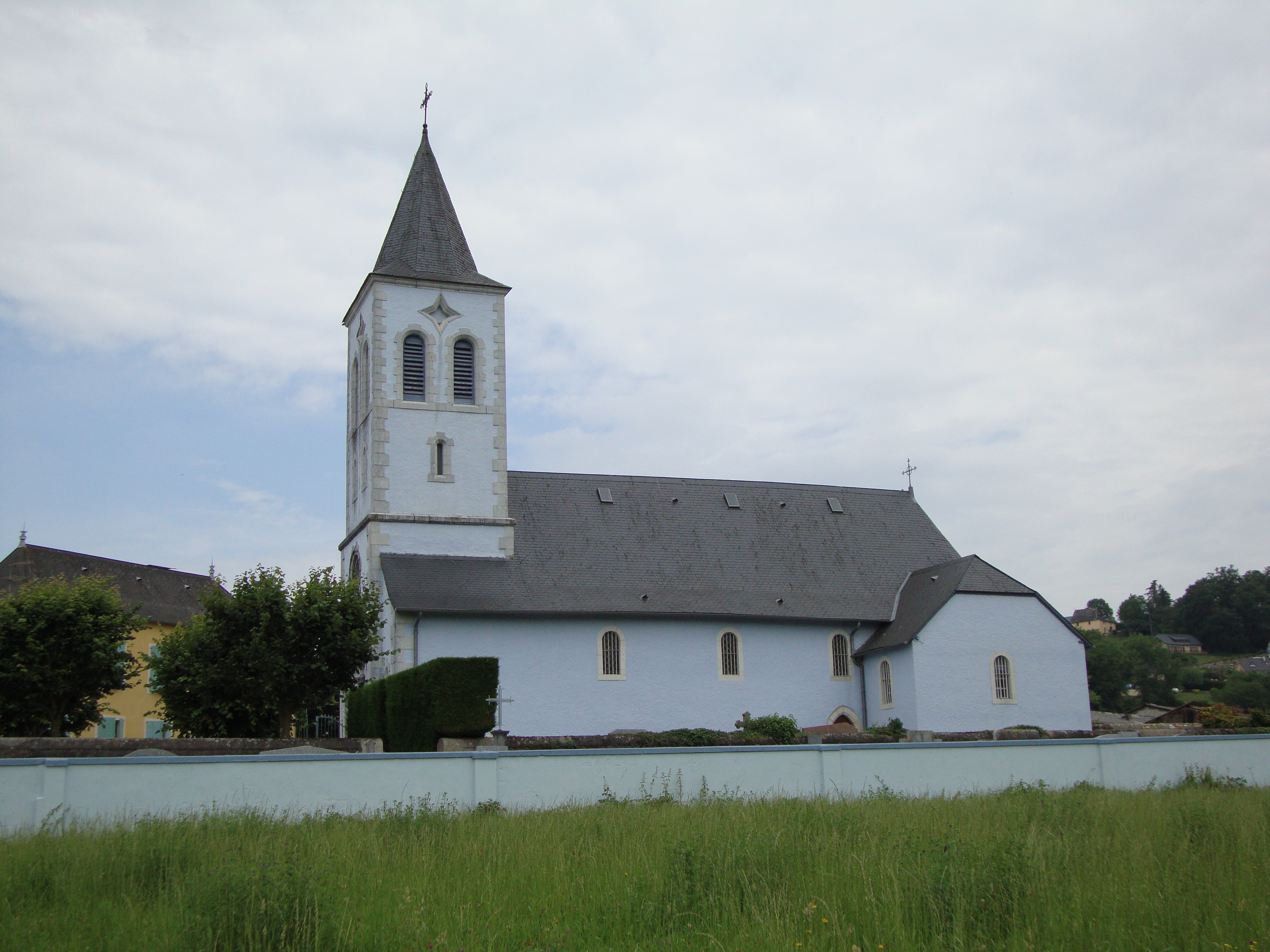
Церковь Св. Винсента
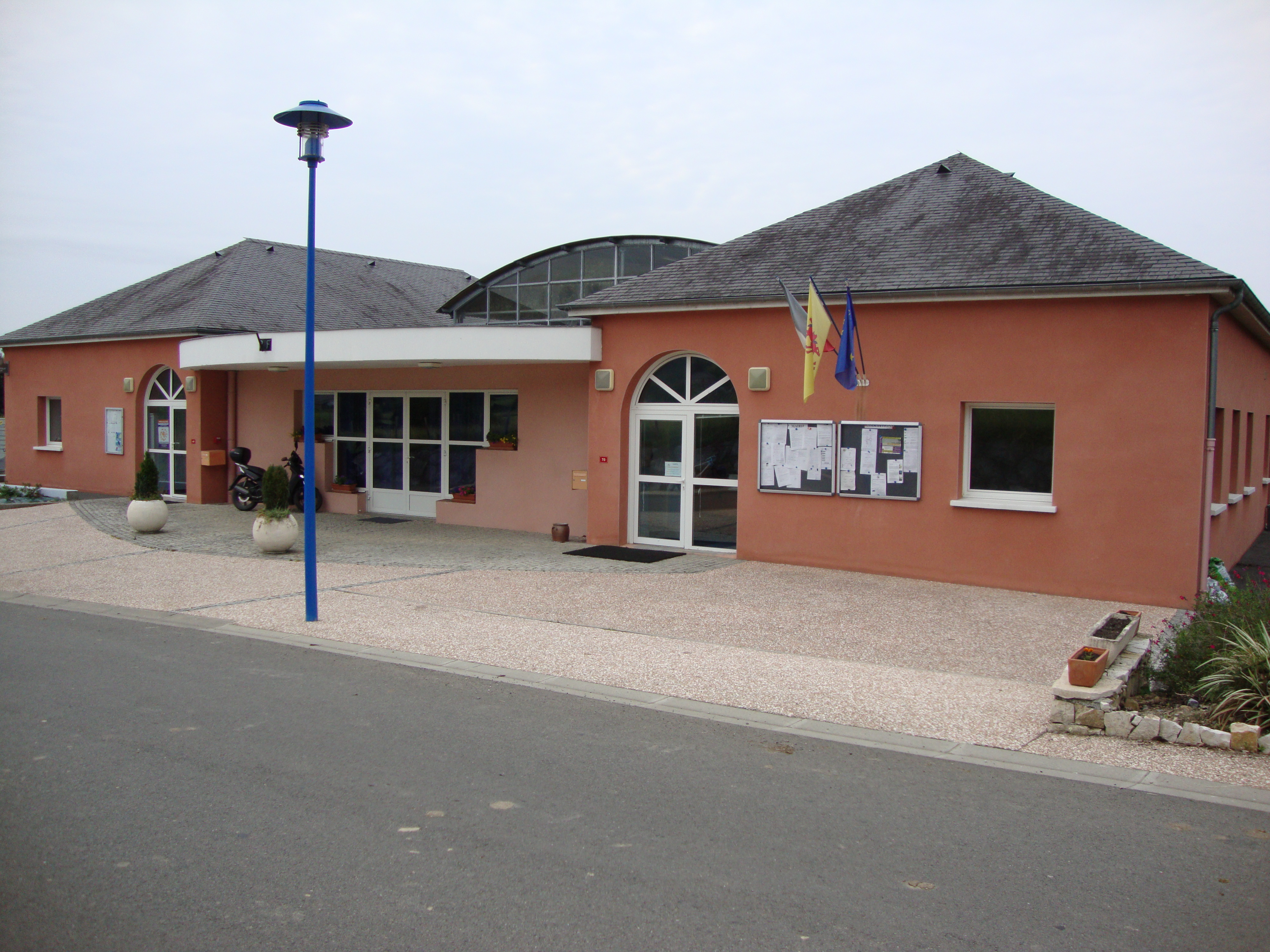
Мэрия
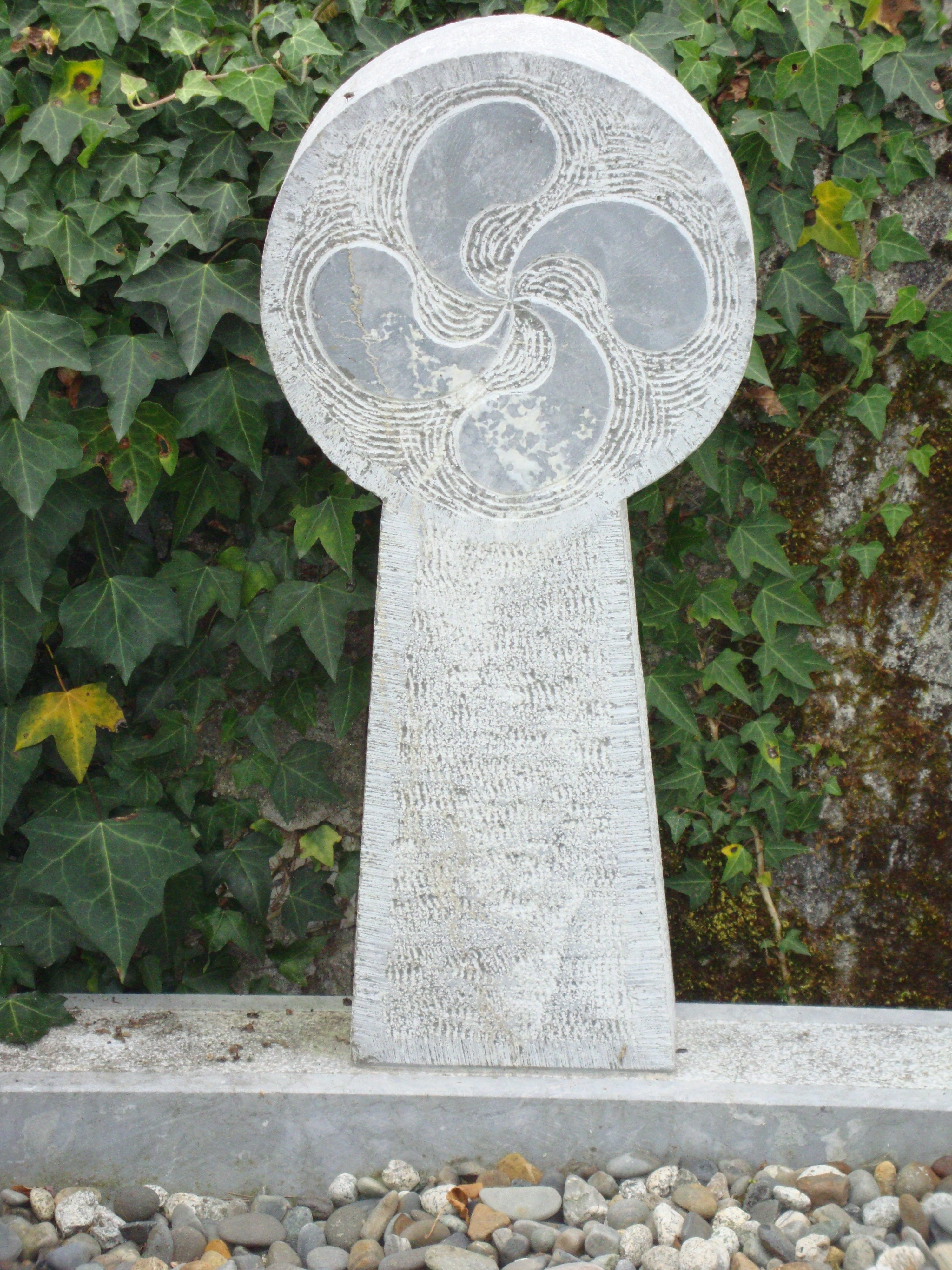
Баскская дискообразная стела
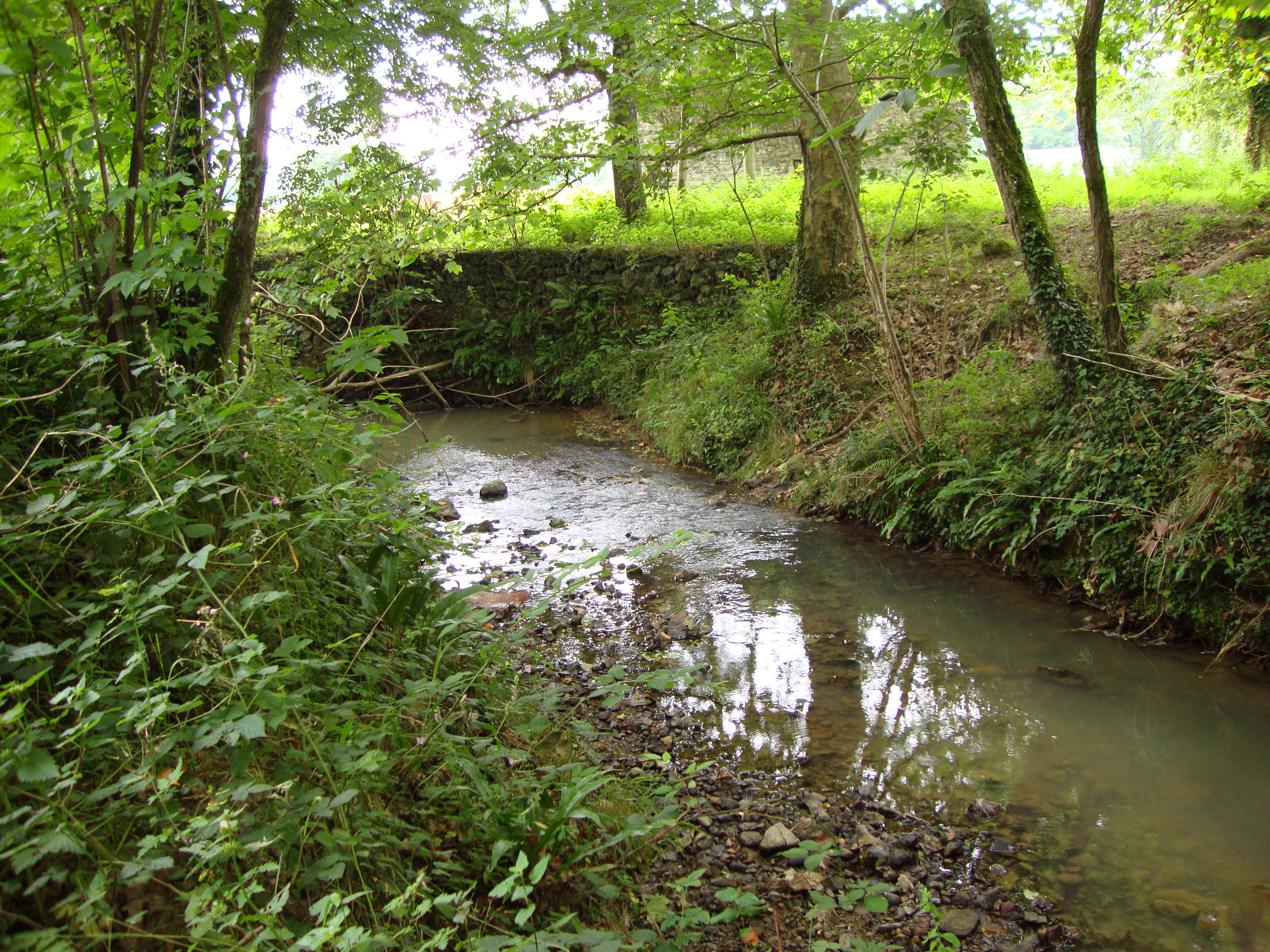
Река Оронс